# IT-Dienstleistung
Eine IT-Dienstleistung (englisch IT Service) ist eine Dienstleistung aus dem Bereich der Informationstechnologie.

## Definition
Für den Begriff der IT-Dienstleistung oder des IT-Service gibt es verschiedene Definitionen. Laut Definition des IT Service Management Forum (itSMF) Arbeitskreises Publikation ITIL Version 3 Translation Project ist ein IT-Service eine Dienstleistung, die für einen oder mehrere Kunden von einem IT-Service-Provider bereitgestellt wird. Ein IT-Service basiert auf dem Einsatz der Informationstechnologie und unterstützt die Geschäftsprozesse des Kunden. Ein IT-Service besteht aus einer Kombination von Personen, Prozessen und Technologien und sollte über ein Service-Level-Agreement (SLA) definiert werden. Eine IT-Dienstleistung wird nach dem Dienstleistungsgedanken als abgeschlossene Einheit ähnlich einem Produkt angeboten.

## Markt für IT-Dienstleistungen in Deutschland
Das Marktforschungsunternehmen Lünendonk teilt den Markt für IT-Dienstleistungen in zwei Segmente. Die eine Seite bilden IT-Beratungs- und Systemintegrations-Unternehmen mit Change-the-Business-Leistungen (IT-Beratung, Individual-Software-Entwicklung und Systemintegration), die andere Seite bilden IT-Service-Unternehmen mit Run-the-Business-Leistungen (RZ-Services, Outsourcing, Cloud Services, Managed Services, Maintenance).
Beide Segmente analysiert Lünendonk jährlich. Die Ergebnisse dieser Marktforschung lässt das Unternehmen in die seit Mitte der 1990er Jahre geführten und als Marktbarometer geltenden Lünendonk-Listen und -Studien einfließen. Dabei erhebt das Marktforschungsunternehmen nicht den Anspruch, den Gesamtmarkt abzubilden. Es konzentriert sich vielmehr darauf, die führenden Anbieter in einem bestimmten Marktsegment zu betrachten. Daneben werden zu Vergleichszwecken einige mittelgroße und kleine IT-Beratungs- und Systemintegrations-Unternehmen in die Analysen einbezogen. Diese Unternehmen repräsentieren zusammen die Grundstruktur des Marktes und so hohe Umsatzanteile am Markt, dass Folgerungen für die Gesamtsituation und -entwicklung möglich sind.

### IT-Beratungs- und Systemintegrations-Unternehmen
Die Aufnahme in dieses Ranking unterliegt genau definierten Kriterien. Mehr als 60 Prozent des Umsatzes werden mit Management- und IT-Beratung, der Vermittlung von eigenen IT-Experten, Systemintegration sowie Softwareentwicklung und -einführung erzielt. 2021 bestimmten die folgenden Anbieter maßgeblich den deutschen Markt für IT-Beratung und Systemintegration:
| Rang | Unternehmen                                | Umsatz in Deutschland in Mio. Euro | Mitarbeiterzahl in Deutschland |
| ---- | ------------------------------------------ | ---------------------------------- | ------------------------------ |
| 1    | Accenture GmbH                             | 2.200,0                            | 10.000                         |
| 2    | IBM Deutschland GmbH                       | 1.500,0                            | 6.500                          |
| 3    | Capgemini Deutschland GmbH                 | 1.450,0                            | 7.600                          |
| 4    | T-Systems International GmbH               | 900,0                              | 2.800                          |
| 5    | NTT Data Deutschland                       | 840,0                              | 5.277                          |
| 6    | msg systems AG                             | 779,0                              | 5.754                          |
| 7    | Atos Information Technology GmbH           | 760,0                              | 3.250                          |
| 8    | Tata Consultancy Services Deutschland GmbH | 657,0                              | 1.800                          |
| 9    | DXC Technology                             | 620,0                              | 2.000                          |
| 10   | Infosys Limited                            | 600,0                              | 1.800                          |
| 11   | CGI Deutschland B.V. & Co. KG              | 474,0                              | 4.300                          |
| 12   | MHP Management & IT-Beratung GmbH          | 457,4                              | 2.457                          |
| 13   | Sopra Steria SE                            | 444,0                              | 2.715                          |
| 14   | Adesso SE                                  | 413,1                              | 3.614                          |
| 15   | Arvato Systems GmbH                        | 400,8                              | 2.239                          |
| 16   | Cognizant Technology Solutions GmbH        | 350,0                              | 2.000                          |
| 17   | Allgeier SE                                | 334,7                              | 2.104                          |
| 18   | ESG Elektroniksystem- und Logistik-GmbH    | 313,1                              | 1.980                          |
| 19   | All for One Group SE                       | 306,9                              | 1.445                          |
| 20   | Materna Information & Communications SE    | 298,9                              | 2.209                          |
| 21   | Reply AG                                   | 270,6                              | 1.775                          |
| 22   | Wipro Limited                              | 270,0                              | 920                            |
| 23   | Lufthansa Industry Solutions               | 223,5                              | 1.732                          |
| 24   | Conet Technologies Holding GmbH            | 144,8                              | 993                            |
| 25   | Valantic GmbH                              | 140,0                              | 1.128                          |

| Rang | Unternehmen                                | Umsatz in D. in Mio. € 2024 | Umsatz in D. in Mio. € 2023 | Mitarbeiterzahl in Deutschland im Jahr 2024 | Mitarbeiterzahl in Deutschland im Jahr 2023 |
| ---- | ------------------------------------------ | --------------------------- | --------------------------- | ------------------------------------------- | ------------------------------------------- |
| 1    | Accenture GmbH                             | 3.400,0                     | 3.300,0                     | 16.800                                      | 16.000                                      |
| 2    | Capgemini Deutschland GmbH                 | 2.250,0                     | 2.250,0                     | 11.500                                      | 11.500                                      |
| 3    | IBM Deutschland GmbH                       | 2.200,0                     | 2.000,0                     | 7.800                                       | 7.500                                       |
| 4    | Adesso SE                                  | 1.073,1                     | 930,6                       | 7.804                                       | 7.172                                       |
| 5    | msg systems AG                             | 968,1                       | 970,2                       | 6.860                                       | 6.807                                       |
| 6    | Infosys Limited                            | 960,0                       | 770,0                       | 3.500                                       | 2.200                                       |
| 7    | Tata Consultancy Services Deutschland GmbH | 921,6                       | 958,1                       | 2.500                                       | 3.000                                       |
| 8    | MHP Management & IT-Beratung GmbH          | 763,8                       | 748,0                       | 3.627                                       | 3.771                                       |
| 9    | Sopra Steria SE                            | 673,1                       | 715,2                       | 3.452                                       | 3.772                                       |
| 10   | CGI Deutschland B.V. & Co. KG              | 649,8                       | 642,1                       | 4.850                                       | 5,020                                       |
| 11   | Materna Information & Communications SE    | 580,0                       | 538,0                       | 3.221                                       | 3.057                                       |
| 12   | Wipro Limited                              | 575,0                       | 580,0                       | 1.500                                       | 1.800                                       |
| 13   | Reply AG                                   | 470,0                       | 430,0                       | 3.030                                       | 3.050                                       |
| 14   | Cognizant Technology Solutions GmbH        | 400,0                       | 430,0                       | 3.400                                       | 3.500                                       |
| 15   | Allgeier SE                                | 346,6                       | 437,1                       | 2.278                                       | 2.565                                       |
| 16   | Valantic GmbH                              | 345,0                       | 330,0                       | 2.600                                       | 1.937                                       |
| 17   | Lufthansa Industry Solutions               | 296,0                       | 280,4                       | 2.157                                       | 2078                                        |
| 18   | Conet Technologies Holding GmbH            | 247,9                       | 229,5                       | 1.568                                       | 1.502                                       |
| 19   | Senacor Technologies                       | 234,0                       | 247,1                       | 782                                         | 804                                         |
| 20   | ]init[ AG für digitale Kommunikation       | 197,3                       | 223,7                       | 1.192                                       | 1.066                                       |
| 21   | x1F GmbH                                   | 177,7                       | 131,7                       | 1.200                                       | 960                                         |
| 22   | ISO Software Systeme GmbH                  | 155,1                       | 144,2                       | 621                                         | 575                                         |
| 23   | ConVista Holding GmbH                      | 147,0                       | 129,0                       | 651                                         | 637                                         |
| 24   | BridgingIT GmbH                            | 137,0                       | 137,5                       | 733                                         | 726                                         |
| 25   | Exxeta AG                                  | 128,0                       | 118,6                       | 988                                         | 948                                         |

### IT-Service-Unternehmen
Die Aufnahme in diese Liste unterliegt genau definierten Kriterien. Mehr als 50 Prozent des Umsatzes werden mit IT-Service-Leistungen wie  Betrieb von Rechenzentren, IT-Outsourcing, Cloud-Services, Managed Services und Maintenance erzielt. Einerseits veröffentlichen einige führende Anbieter in diesem Teilmarkt keine aufgeschlüsselten Daten für die einzelnen Leistungskategorien; manche internationale Unternehmen machen überhaupt keine entsprechenden Angaben für Deutschland. Andererseits erschwert die Heterogenität der Anbieter eine spezifische Einteilung: als Tochtergesellschaften ausgegliederte IT-Bereiche von Wirtschafts- und Finanzkonzernen (z. B. Fiducia IT, GAD), internationale Technologiekonzerne (z. B. IBM, HP), IT-Berater und Systemintegratoren (z. B. T-Systems) sowie ehemalige Systemhäuser (z. B. Computacenter). Aufgrund der diversifizierten Portfolios können einige Unternehmen auch in mehreren Lünendonk-Listen auftauchen. 2020 bestimmten die folgenden Anbieter maßgeblich den deutschen Markt für IT-Service:
| Rang | Unternehmen                            | Umsatz in Deutschland in Mio. Euro | Mitarbeiterzahl in Deutschland |
| ---- | -------------------------------------- | ---------------------------------- | ------------------------------ |
| 1    | T-Systems International GmbH           | 2.200,0                            | 10.000                         |
| 2    | Atos Information Technology GmbH       | 1.340,0                            | 4.900                          |
| 3    | IBM Deutschland GmbH                   | 1.140,0                            | 3.500                          |
| 4    | DXC Technology                         | 730,0                              | 900                            |
| 5    | Datagroup SE                           | 358,2                              | 2.587                          |
| 6    | HCL Technologies                       | 342,0                              | 2.200                          |
| 7    | Controlware GmbH Kommunikationssysteme | 304,5                              | 804                            |
| 8    | BTC Business Technology Consulting AG  | 190,8                              | 1.235                          |
| 9    | Aareon AG                              | 158,0                              | 850                            |
| 10   | Q.beyond AG                            | 138,3                              | 893                            |

Die Analyse des Jahres 2014 umfasst 30 Unternehmen inklusive der Top 25.
IT-Services im engeren Sinne – nach Lünendonk umfassen diese Outsourcing, Application Management, Facility Management sowie Equipment Services, Maintenance und Training – stellen ein wichtiges Teilsegment des gesamten Software- und Services-Marktes dar. IT-Service-Unternehmen sind schwerpunktmäßig im Run the Business (IT-Betrieb) tätig, während IT-Berater vor allem Change the Business (Projektgeschäft) betreiben.
Das Marktvolumen für IT-Services in Deutschland lag laut Branchenverband Bitkom 2012 bei 34,9 Milliarden Euro. Die in der Lünendonk-Studie untersuchten IT-Service-Anbieter haben 18,9 Milliarden Euro umgesetzt.
Die Marktprognosen der 34 an der Studie beteiligten IT-Service-Anbieter ergeben für das Jahr 2013 im Durchschnitt eine Wachstumsrate von 3,7 Prozent. Mittelfristig, das heißt für den Zeitraum 2013 bis 2018 p. a., sehen die Befragten die Entwicklung des IT-Service-Marktes insgesamt zuversichtlicher. Als einfaches arithmetisches Mittel ergibt sich für diese Jahre im Durchschnitt 4,1 Prozent p. a. Bei der langfristigen Marktentwicklung 2018 bis 2020 p. a. fallen die Erwartungen etwas zurückhaltender aus: Der Mittelwert der Prognosen ergibt jährliche Zuwachsraten von 3,4 Prozent.
Die Unternehmen melden für 2012 im Durchschnitt einen Zuwachs der in oder von Deutschland aus erwirtschafteten Gesamtumsätze um 7,6 Prozent. Acht der 34 Studienteilnehmer mussten rückläufige Umsätze in Kauf nehmen. Bei einem IT-Dienstleister stagnierte der Umsatz. Für das Jahr 2013 wird durchschnittlich ein Umsatzwachstum von 3,8 Prozent antizipiert. Für den Zeitraum 2013 bis 2018 sagen die IT-Service-Unternehmen im Durchschnitt höhere jährliche Zuwachsraten von immerhin 5,4 Prozent voraus.
Die Anbieter hatten 2012 insgesamt rund 103.508 fest angestellte Mitarbeiter (2011: 92.387 Mitarbeiter; +5,5 %). Den IT-Service-Unternehmen stehen im Durchschnitt rund 78 Prozent ihrer Mitarbeiter als direkt produktive Ressourcen zur Verfügung. Das Geschäft der IT-Service-Anbieter bedingt einen größeren Overhead für Management, Verwaltung und Vertrieb als zum Beispiel bei IT-Beratungs- und Systemintegrations-Unternehmen oder bei Managementberatungs-Unternehmen. Die Befragten wurden auch gebeten, die Probleme bei der Gewinnung von qualifizierten IT-Arbeitskräften anhand einer Skala (+2 = „sehr schwierig“ bis −2 = „gar nicht schwierig“) zu beschreiben. 70,0 Prozent der IT-Dienstleister beurteilen die Gewinnung von qualifizierten IT-Fachkräften als „sehr schwierig“ oder „schwierig“; 16,7 Prozent haben keine Probleme damit. 13,3 Prozent sagen „neutral“. Der Mittelwert beträgt 0,87.
In puncto Leistungsspektrum liegt 2012 der Sektor „Banken“ mit einem durchschnittlichen Anteil am Umsatz von 22,5 Prozent an erster Stelle. Bei der Gruppe der Industriebranchen ergibt sich ein Spitzenplatz für die „Automobilindustrie“ (12,3 %). Mit den übrigen Industriebranchen wie „Elektrotechnik“, „Maschinenbau“ oder „Chemie, Pharma“ generieren die untersuchten IT-Service-Unternehmen weniger als 3,0 Prozent ihrer Umsätze. Die Gesamtheit der Industrie-Segmente kommt auf 23,7 Prozent Umsatzanteil als Marktsektor. Der Sektor „Handel“ liegt 2012 zusammen mit „Gesundheitswesen“ mit einem Durchschnittsanteil von jeweils 9,5 Prozent auf Platz drei. Auf Platz fünf folgt „Verkehr, Logistik“ (9,0 %) vor „Telekommunikation, IT“ mit 6,5 Prozent, „Sonstige Dienstleistungen“ mit 6,3 Prozent und „Behörden, Öffentlicher Dienst“ mit 5,9 Prozent.
Im Durchschnitt machen IT-Betriebs-Leistungen (Outsourcing, Managed Services, „Desktop Management/Client Management“, Telekommunikations-Services und BPO) rund 48 Prozent des Umsatzes der untersuchten IT-Service-Unternehmen aus. Realisierungsprojekte, also „Individual-Software-Entwicklung“, „Standard-Software-Einführung“ und „Systemintegration“, summieren sich im Durchschnitt auf rund 27 Prozent. Mit dem Vertrieb von IT-Produkten (Hardware und Standard-Software einschließlich Wartung) werden durchschnittlich 13,0 Prozent der Umsätze erzielt. Der Rest entfällt auf die Bereitstellung von IT-Experten und auf sonstige Dienstleistungen.

## Leistungserbringung
IT-Dienstleistungen können sowohl von externen Anbietern, als auch von unternehmenseigenen Abteilungen erbracht werden. Das Auslagern von IT-Dienstleistungen insbesondere in größeren Unternehmen bezeichnet man als Outsourcing. Der Vorteil eines externen Anbieters für das Unternehmen ist, dass dieser hochqualifiziertes Fachwissen bei Bedarf zur Verfügung stellen kann, ohne dass das Unternehmen selbst das entsprechende Wissen in Eigenleistung erwerben muss. Hierbei besteht jedoch die Gefahr, dass die individuellen Gegebenheiten und das vorhandene Fachwissen des Unternehmens bei der Implementierung von Standards, nicht ausreichend berücksichtigt werden. Daher kann es sich anbieten, einzelne Bereiche aus dem IT-Bereich auszulagern. Es wird unterschieden zwischen:
- Vollständiges Outsourcing: Entsorgung, Wartung, Finanzierung, Einkauf und Human Resource Management sind inkludiert. Dieser Dienstleister übernimmt alle unternehmerischen Ziele und die Gesamtverantwortung für die IT-Dienstleistungen.
- Selektives Outsourcing/Outtasking: Einzelne Aufgabenbereiche werden übernommen.
- Business Process Outsourcing: Der gesamte Geschäftsprozess wird übernommen und die Verantwortung an den Dienstleister übertragen.[7]

## IT-Dienstleistungszentren in der öffentlichen Verwaltung
- Baden-Württemberg: IT Baden-Württemberg (BITBW)
- Bayern: IT-Dienstleistungszentrum (IT-DLZ)
- Berlin: IT-Dienstleistungszentrum Berlin (ITDZ Berlin)
- Brandenburg: Brandenburgischer IT-Dienstleister (ZIT-BB)
- Bremen: Dataport
- Hamburg: Dataport
- Hessen: Hessische Zentrale für Datenverarbeitung (HZD)
- Mecklenburg-Vorpommern: Datenverarbeitungszentrum Mecklenburg-Vorpommern (DVZ)
- Niedersachsen: IT.Niedersachsen
- Nordrhein-Westfalen: Landesbetrieb Information und Technik Nordrhein-Westfalen (IT.NRW)
- Rheinland-Pfalz: Landesbetrieb Daten und Information (LDI)
- Saarland: IT-Dienstleistungszentrum (IT-DLZ)
- Sachsen: Staatsbetrieb Sächsische Informatik Dienste (SID)
- Sachsen-Anhalt: Dataport
- Schleswig-Holstein: Dataport
- Thüringen: Thüringer Landesrechenzentrum (TLRZ)

## Aufstieg und Fall der IT-Dienstleister in den USA und Europa
Die ersten IT-Dienstleister entstanden in den 1980er Jahren und übernahmen Wartung und Pflege der IT-Systeme ihrer Kunden, frühe Beispiele sind IBM und EDS (Electronic Data Systems) und die Vorgänger von Atos SE in Europa. Sie wuchsen schnell, auch durch Übernahme von und Fusion mit Konkurrenten. Ab den späten 1990er Jahren machten ihnen indische IT-Dienstleister Konkurrenz wie Infosys Technologies, Wipro Technologies und Tata Consultancy Services, die durch viel niedrigere Löhne den Markt aufrollten. Ab den 2010er Jahren übernahmen Cloud-Service-Provider wie Amazon Web Services (Amazon), Alphabet Inc. (Google) oder Microsoft die Wartung und Pflege der Hardware und Basis-Software und z. T. auch der Anwendungen, womit wieder ein Teil der Aufgaben der IT-Dienstleister wegfiel. Diese reagierten mit Fusionen, denen viele Arbeitsplätze zum Opfer fielen. So wurde EDS von HP (Hewlett Packard Enterprise) übernommen, später fusionierten HP und CSC zu DXC Technology.